# Janusz Raszka
Janusz Raszka (ur. 22 lipca 1955 w Cieszynie) – polski szachista, mistrz FIDE od 2022 roku.

## Kariera szachowa
Swoją przygodę z szachami zaczął od startu w 1988 w turnieju (PKWN, open) w Nałęczowie. Startował w indywidualnych mistrzostwach Polski juniorów (jeden występ), gdzie zajął 8. miejsce w Bydgoszczy (do lat 20). Brał udział w indywidualnych mistrzostwach Polski seniorów (od 55+) w 2017, gdzie zdobył brązowy medal w Ustroniu, a w 2018 złoty. W 2022 wystartował w indywidualnych mistrzostwach Grupy Wyszehradzkiej seniorów w kategorii 65+, zajął tam trzecie miejsce. Czterokrotnie zwyciężał w turniejach: 2013 w Nakle Śląskim (XI Memoriał Marka Piasty), 2013 w Tarnowskich Górach (VIII Memoriał Henryka Karnówki), 2014 w Cieszynie (Beskidy Cup) i 2015 w Serpelicach (XXXV Szachowe Mistrzostwa Polski Drukarzy i Wydawców).
Najwyższy ranking w dotychczasowej karierze osiągnął 1 października 2003, z wynikiem 2268 punktów.

## Osiągnięcia
Indywidualne mistrzostwa Polski seniorów (do lat 55+):
- Ustroń 2018 – złoty medal
- Ustroń 2017 – brązowy medal

Indywidualne mistrzostwa Grupy Wyszehradzkiej seniorów:
- Ustroń 2022 – brązowy medal[1]

Indywidualne mistrzostwa Polski juniorów:
- Bydgoszcz 1972 – VIII m[6].

Wybrane sukcesy w innych turniejach:
- 1988 – dz. II m. w Nałęczowie (PKWN, open)[4]
- 1989 – dz. IV m. w Katowicach (Puchar Wyzwolenia Katowic)[8]
- 2013 – I m. w Nakle Śląskim (XI Memoriał Marka Piasty)
- 2013 – I m. w Tarnowskich Górach (VIII Memoriał Henryka Karnówki)
- 2013 – II m. w Ustroniu (Ustroń Open)
- 2014 – dz. I m. w Cieszynie (Beskidy Cup)
- 2014 – II m. w Chorzowie (Memoriał Romana Bąka)
- 2015 – I m. w Serpelicach (XXXV Szachowe Mistrzostwa Polski Drukarzy i Wydawców)
- 2015 – dz. III m. w Ustroniu (Jastrzębskie Młodzieżowe Spotkania Szachowe)